# كأس آيسلندا 2006
كأس آيسلندا 2006 (بالآيسلندية: Úrslitaleikur VISA-bikar karla 2006) هو الموسم 47 من كأس آيسلندا. أشرف على تنظيمه اتحاد آيسلندا لكرة القدم، وفاز فيه نادي كيفلافيك.